# Eisenbahnunfall von Villar de los Álamos
Bei dem Eisenbahnunfall von Villar de los Álamos stießen am 18. Dezember 1965 in Villar de los Álamos, Provinz Salamanca, Spanien, der Süd-Express und ein Eilzug zusammen. Mehr als 30 Menschen starben.

## Ausgangslage

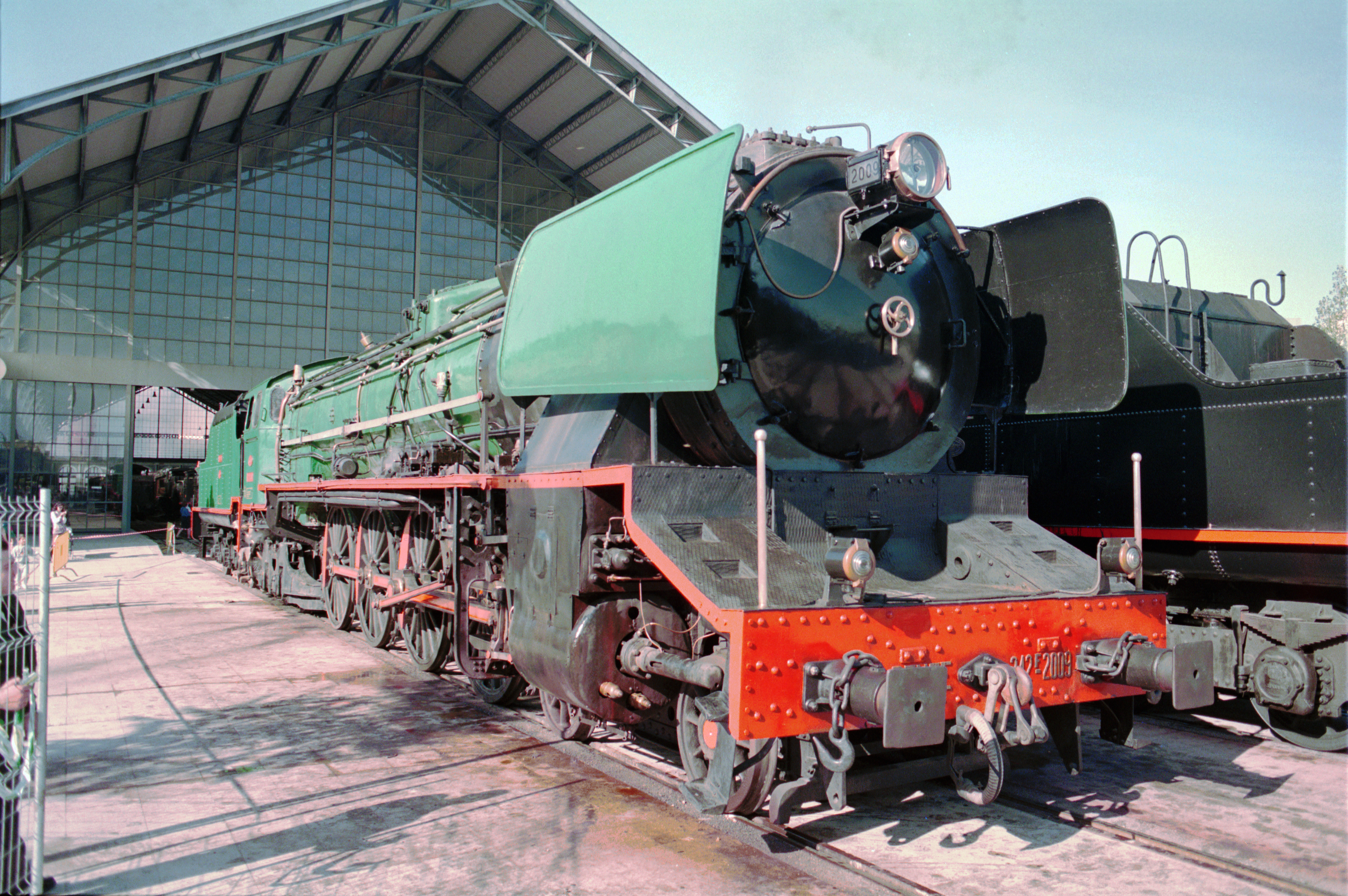
Schnellzuglokomotive der Baureihe 242, von der zwei in den Unfall verwickelt waren.

An diesem Tag herrschte dichter Nebel. Der Süd-Express befand sich mit der Zugnummer 18 auf seiner Fahrt von Paris Gare d’Austerlitz nach Lissabon Santa Apolónia und hatte etwa vier Stunden Verspätung. Der Zug hatte, weil er im vorweihnachtlichen Verkehr besonders stark belegt war, zusätzliche Wagen und wurde deshalb statt von einer von zwei Dampflokomotiven gezogen: eine der Baureihe 242 und eine weitere Tenderlokomotive.
Auf der eingleisigen Strecke verkehrte in der Gegenrichtung der Eilzug Nr. 1802 von Fuentes de Oñoro nach Medina del Campo. Er wurde ebenfalls von einer Dampflokomotive der Baureihe 242 gezogen, die fünf Wagen zog, die ersten beiden mit Metallaufbau, die folgenden drei mit Holzaufbau.
Im Bahnhof Villar de los Álamos bestand die Vorschrift, dass nie zwei Züge gleichzeitig in den Bahnhof einfahren durften. In einer solchen Betriebssituation musste einer der Züge vor dem Einfahrsignal an seinem Ende des Bahnhofs halten. Der Fahrdienstleiter von Villar de los Álamos ließ deshalb den Zug Nr. 1802 vor dem Einfahrsignal anhalten, um den Süd-Express als ersten in den Bahnhof einfahren zu lassen. Anschließend sollte der Eilzug 1802 einfahren und so die Zugkreuzung stattfinden.

## Unfallhergang
Während der Zug Nr. 1802 vor dem Bahnhof wartete, fuhr auch der Süd-Express in den Bahnhof Villar de los Álamos ein. Allerdings beachtete er das auf „Halt“ stehende Ausfahrsignal des Bahnhofs nicht und fuhr ohne zu halten durch den Bahnhof in die folgende Strecke ein. Dort kollidierte er um 9:11 Uhr frontal mit dem wartenden Zug.
Die offizielle Dokumentation über den Unfall ist heute nicht mehr erhalten. Die Franco-Diktatur unterdrückte solche Nachrichten. Die offiziellen Berichte sollen nach ihrer Auswertung vernichtet worden sein.

## Folgen
Bei dem Eisenbahnunfall starben mehr als 30 Menschen, mehr als 60 wurden darüber hinaus verletzt.